# 발루티노 전투
발루티노 전투는 1812년 8월 18일 미셸 네 원수(Marshal Ney's)가 지휘하는 프랑스 군단 약 30,000명과 바클라이 드 톨리(Barclay de Tolly)가 직접 지휘한 강력한 러시아 후위부대 40,000명 사이에서 벌어진 전투이다. 러시아군은 작은 여울에 둘러싸인 습지를 견고히 지키고 있었다. 이런 러시아 군에게 프랑스군은 격렬한 공격을 감행하였고, 지형의 불리함에도 불구하고 러시아군을 퇴각 시키는데 성공하였다.

## 전투
나폴레옹은 투프코프(Tutchkov) 장군 휘하의 러시아군 후위대가 프랑스군을 상대하기 위해 움직이는 것을 발견하고는 바클라이 장군이 지휘하는 본대를 함정에 빠뜨려 격멸시킬 계획을 세웠다. 3개의 보병군단과 1개의 기병군단으로 이루어진 바클라이 휘하의 러시아군 주력은 스몰렌스크 전투(Battle of Smolensk) 이후 프랑스군의 추격을 피해 도망치기 위해 스몰렌스크(Smolensk)에서 대기하고 있었다. 러시아군은 스트라간 강(Stragan river)에서 프랑스군을 상대하기 위해 전환하였다. 격렬한 포격을 개시한 후에 네 원수는 러시아군에 돌격을 감행하였다. 프랑스군은 스트라간 강을 건너 러시아군에 공격을 가했으나 승기를 잡는데 실패하였다. 한편 뮈라(Murat) 휘하의 기병대는 습지에 발목을 잡혀 움직이지 못하는 상황에 처했기 때문에 아무런 작전도 수행할 수 없었다. 쥐노(Junot) 장군이 지휘하는 부대는 전장에 접근하였다. 이에 뮈라는 쥐노에게 러시아군을 공격하라는 명령을 내렸다. 쥐노는 러시아군에 공격을 가했으나 러시아 군에 별다른 추격을 가하지 못했고 이로써 프랑스군의 완전한 승리는 물 건너가고 말았다.
어느 정도 시간이 지난 후에 네 원수는 마지막 공격을 감행하였다. 귀댕(Gudin) 장군이 돌격을 지휘하였으나 다리에 포탄을 맞고 사망하고 말았다. 프랑스군은 격전을 벌이며 승기를 잡으려 하였으나, 프랑스군의 공격이 진행되었을 때 바클라이 휘하의 부대는 이미 루비노(Lubino)를 향해 퇴각하였다.

## 영향
프랑스군은 약 7,000명 정도의 피해를 입었고, 러시아군은 6,000명 정도의 피해를 입었다. 나폴레옹은 이 전투가 끝나고 나서 러시아군을 격멸할 기회를 또다시 놓쳤다는 것을 알고 분노하였다.